# Rafflesia philippensis
Rafflesia philippensis là một loài thực vật có hoa trong họ Rafflesiaceae. Loài này được Blanco miêu tả khoa học đầu tiên năm 1845.